# The Washing Machine
 (août 2017).
Si vous disposez d'ouvrages ou d'articles de référence ou si vous connaissez des sites web de qualité traitant du thème abordé ici, merci de compléter l'article en donnant les références utiles à sa vérifiabilité et en les liant à la section « Notes et références ».
Pour les articles homonymes, voir The Washing Machine (homonymie).
The Washing Machine est un groupe de rock moderne mélangeant riffs de guitares et mélodie envoutantes au piano.

## Style
The Washing Machine résulte d'une fusion entre le rock moderne, et des styles plus anciens comme la musique classique romantique.
On retrouve sur certaines chansons un style proche de Muse ou Coldplay, avec l'énergie de certains grooves funk/disco. Les textes sont principalement écrits en anglais.

## Composition
Le groupe est constitué de 4 musiciens :
- Fred Volpi : piano, guitare électrique, chant
- Matt ZouiZ : guitare électrique
- Guillaume Ferry : batterie
- Ludovic Martinet : basse

Le groupe est maintenant reformé et nommé Borea depuis 2007.